# 完颜宗亨
完颜宗亨，本名不野，金朝宗室、大臣，女真族，完颜氏。阿买勃极烈完顏習不失孙，真定留守完颜鹘沙虎的儿子。
金熙宗天眷元年（1138年），宗亨充护卫。天眷二年，以擒完顏宗磐、完顏宗雋有功，加忠勇校尉，升任昭信校尉、尚厩局直长。天眷三年，升局使。起为淑温特宗室将军。改任会宁府少尹，历任登州刺史、献州刺史、特满群牧使。以本职领武扬军都总管跟随完颜亮南伐宋朝，过淮河。正隆六年（1161年），完颜雍在东京辽阳府即位，宗亨受诏入朝。大定二年（1162年），担任右宣徽使，升为北京路兵马都统，镇压契丹起事军。与左翼万户蒲察世傑以七谋克军与起事领袖移剌窩斡在花道交战，兵败。之后追击花道军首领括里。接受扎八诈降。将他放走，致使括里、扎八逃亡南宋，宗亨被降为宁州刺史。